# Genios de Andalucía
Genios de Andalucía - el retrato sonoro.
Suite literario musical, compuesta en el siglo XXI para piano, y piano y orquesta por el músico Rafael Prado inspirada en la vida y obra de nueve genios nacidos en Andalucía; Federico García Lorca, Juan Ramón Jiménez, Daniel Vázquez Díaz, Pablo Picasso, Manuel de Falla, Rafael Alberti, Francisco Ayala, Manuel Castillo y Cobos Wilkins, que muestra la riqueza humanística de Andalucía. La interrelación de sus  influencias, lenguajes y obras  se ponen de manifiesto en cada uno de sus retratos sonoros.
Se estrena, en el festival de música Noches a la luz de la Mina, como actuación del Ciclo de Música del Trienio Juanramoniano 2006-2008; Zenobia-Juan Ramón Jiménez de la Excma. Diputación de Huelva.